# Chelonus seyrigi
Chelonus seyrigi är en stekelart som beskrevs av Granger 1949. Chelonus seyrigi ingår i släktet Chelonus och familjen bracksteklar. Inga underarter finns listade i Catalogue of Life.